# Edifici Montaner i Simon
L'edifici Montaner i Simon està situat al carrer d'Aragó, 255 de l'Eixample de Barcelona i fou declarat bé cultural d'interès nacional el 1997. Actualment és la seu del Museu Tàpies.

## Història
L'editorial Montaner i Simon fou fundada a Barcelona l'any 1868 per Ramon de Montaner i Vila i Francesc Simon i Font. El 8 d'octubre del 1879, aquest darrer va adquirir dos solars al carrer d'Aragó amb una superfície total de 1078,33 m², i dos mesos més tard, el 6 de desembre del 1879, va sol·licitar permís per a construir-hi un edifici amb soterrani, planta baixa i pis, segons el projecte de Lluís Domènech i Montaner, si bé la concessió és del 6 de març del 1880. La decisió d'encarregar-li el projecte es considera relacionada amb la relació familiar entre Ramon de Montaner i el jove arquitecte, que ja havia dissenyat una casa d'estiueig per a Francesc Simon. Les obres es varen realitzar entre 1881-1885 i es va inaugurar el 1886.
El 1981, l'editorial va tancar definitivament a causa de dificultats econòmiques, i l'edifici fou adquirit per l'Ajuntament de Barcelona, que el cedí a la Fundació Antoni Tàpies. El 1987 s'hi van iniciar les obres de rehabilitació i adaptació a càrrec dels arquitectes Roser Amadó i Cercós i Lluís Domènech i Girbau, culminades el 1990 amb la inauguració del nou museu. El 2010 fou reobert després de dos anys de rehabilitació a càrrec dels arquitectes Iñaki Ábalos i Renata Sentkiewicz, per adequar-lo a les normes actuals d'accessibilitat i més llum i suficiència energètica.

## Descripció
Té una alçada de tres plantes amb una façana amb un conjunt harmònic d'elements verticals i horitzontals, considerada la primera de l'Eixample a combinar la utilització del maó vist amb ferro dins del teixit urbà.

### Façana
Es divideix en tres cossos clarament diferenciats, un de central i dos laterals simètrics. L'entrada principal està flanquejada per dues torres, mentre que els cossos laterals estan dividits per pilastres que segmenten la façana en set vectors verticals.
D'altra banda, la façana es divideix en tres cossos horitzontals formats per les seves tres plantes: a la planta inferior les portes d'accés mantenen la simetria dels tres cossos verticals esmentats, i la resta està formada per un enreixat de ferro; al pis central destaca un cos de grans finestrals d'arc de mig punt; a la planta superior hi ha una línia de finestres corregudes, tres a cada costat del cos central.
Estilísticament, la façana combina influències clàssiques (la porta al centre i els dos cossos laterals simètrics) i musulmans (l'ús del maó sense polir, els elements d'índole mossàrab i la composició geomètrica pròpia de la decoració arabesca).
En el pis superior destaca el fris d'obra decorat amb unes rajoles ornamentals de fons blanc, situat sota la sèrie de finestres corregudes. Fa d'element de transició entre el format de les finestres dels dos pisos: quadrades les superiors i amb corba les del pis inferior.
El coronament de l'edifici és d'inspiració medieval: d'una banda, els petits merlets, que ajuden a reforçar les pilastres i que aquí tenen un valor merament decoratiu; i de l'altra, l'elm i l'àngel trompeter (que Domènech i Montaner ja havia utilitzat en l'enquadernació del Llibre d'Or de la moderna poesia catalana el 1878), una representació simbòlica de la tradició -expressada mitjançant l'elm, que fa referència al passat gloriós de Catalunya com nació- i la modernitat -l'àngel que amb la seva trompeta anuncia l'aparició d'una novetat, un nou llibre.
Així mateix, hi ha una altra sèrie d'elements simbòlics a la façana que emfatitzen la modernitat industrial de l'editorial i la qualitat de les seves produccions: sota l'elm i l'àngel trompeter hi ha tres busts de terracota obra de Nobàs col·locats sobre pilars d'estil clàssic, que representen tres grans figures literàries: Dante, Cervantes i Milton, un homenatge als clàssics que aleshores publicava l'editorial. Quatre plaques acompanyen aquestes escultures i mostren els noms d'autors que van utilitzar tècniques d'impressió per publicar els seus estudis: Malte-Brun, Lafuente, Secchi i un quart que no es coneix (es va perdre a principis del segle XX). Sota les plaques hi ha tres rodes dentades, simbologia de l'època industrial. La roda central conté una àliga sobre un llibre obert, coronada per una estrella, iconografia de l'èxit empresarial.
El text «Editorial Montaner i Simón» apareix en lletres gòtiques decorades amb elements vegetals a l'arquivolta de la porta principal.
La façana que s'observa actualment té algunes diferències amb la projectada inicialment, ja que Domènech i Montaner va decidir modificar el disseny de 1879 quan les obres ja s'havien iniciat. Els canvis estan situats al pis alt, on les columnes de la façana que havien d'ocupar els cossos laterals, varen ser substituïdes per les grans vidrieres. Domènech les va recordar visualment situant un doble llistó de metall que insinua la columna i que a la part superior tenen una forma espiral en ferro fos que simula les volutes dòriques dels capitells d'aquestes columnes simbòliques. L'altre canvi se situa al frontó del cos central que, si ara acaba en forma de merlets, al projecte tenia forma triangular. Tampoc hi figurava la decoració de les rodes dentades i l'estrella.

### Estructura
Una secció longitudinal de l'immoble permet distingir tres cossos successius: un primer bloc massís que començant entre el cos massís i més aviat
convencional de la façana, tancat amb coberta plana; la moderna nau industrial contigua, coberta
originalment amb una lluerna que permetia l'entrada directa de llum tant a la planta principal com al soterrani i la superfície de producció; i un tercer cos de menor altura al pati de l'interior de l'illa.
En l'aspecte tecnològic, aquest edifici és el primer que integra el maó vist i sense polir en el teixit del centre urbà, un material dúctil i lleuger molt utilitzat en l'àmbit industrial, i el ferro, que gràcies a la seva resistència i lleugeresa permet crear espais a les plantes més lliures i més grans. Al costat amb aquests dos materials cal esmentar el vidre, un element que serveix com a tancament i que permet una sèrie de cromatismes que poden apreciar-se en les finestres de la façana, i també és una font de llum natural. Malgrat l'ús de materials eminentment industrials, l'estructura de l'edifici és la d'un palau, amb el seu impluvium central.
Tipològicament i espacialment, tal com mostra la façana, l'edifici estava constituït per la superposició de tres plantes: un semisoterrani, una planta baixa o principal i un primer pis. Les dues primeres, de gran alçada, suportades per pilars de ferro fos, eren espais principals i privilegiats.
El primer pis, clarament més reduït i per a ús intern, es destinava a oficines. De l'entrada principal, destinada únicament al públic, sortia una escala central de metall que conduïa al soterrani, i dues escales laterals que portaven a la planta principal. L'entrada del personal i la dels proveïdors es trobaven respectivament a la dreta i l'esquerra de la porta principal i anaven a donar directament a la planta inferior.
A la planta principal hi havia els serveis públics: al final de la planta, el magatzem de les publicacions concloses, a un costat l'empaquetatge, l'expedició i la comptabilitat. Al centre de la planta hi havia una gran obertura envoltada d'una barana de ferro decorada amb dues puntes d'estrella travades amb rodes plenes de motius vegetals i tancades per dues sanefes, una a la part superior i una altra a la part inferior, amb elements de caràcter floral intercalats, que connectava aquesta planta amb la inferior.
Al soterrani es trobaven les màquines d'imprimir just al centre, que és on hi havia més llum; al seu voltant, el taller de composició, l'enquadernació i les màquines que preparaven el paper per a la impressió. A la planta principal, els diferents espais de treball es dividien mitjançant
estructures de fusta i envans de vidre; en canvi, la planta inferior no estava subdividida.